# 제니퍼 홀트

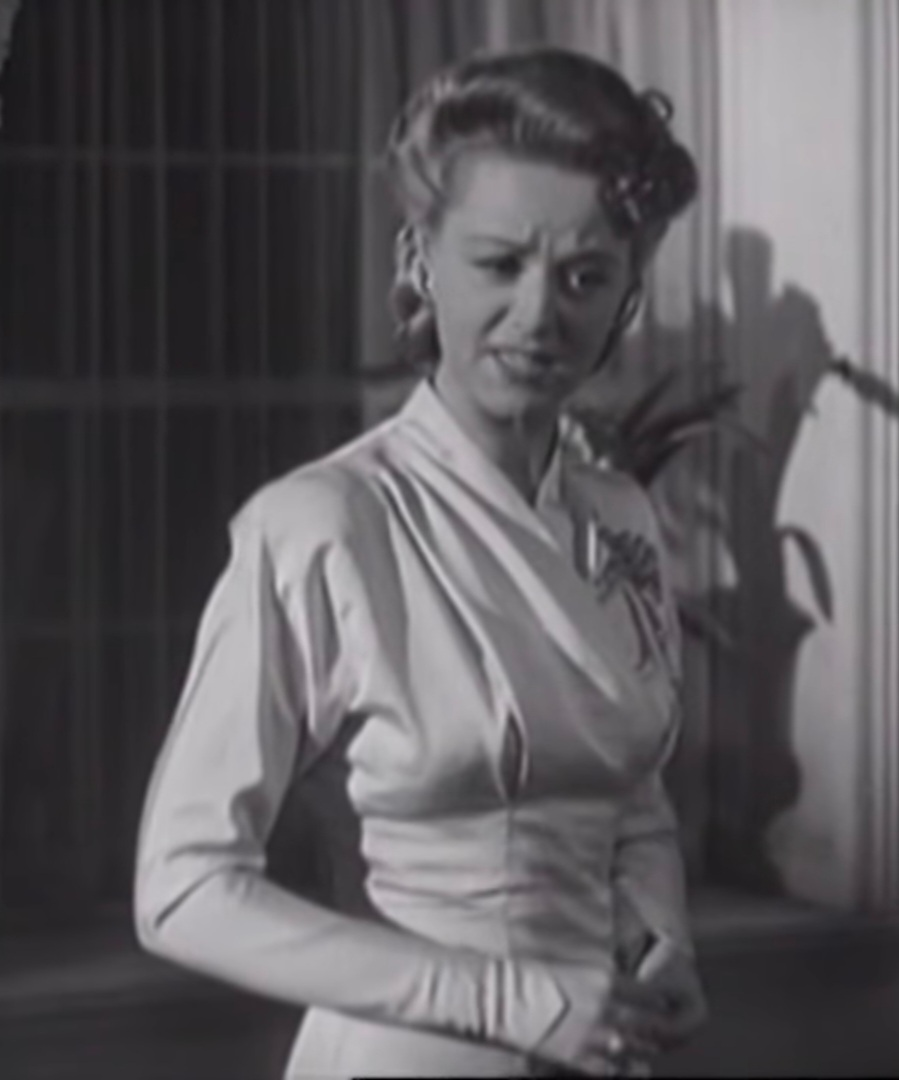

제니퍼 홀트(Jennifer Holt, 1920년 11월 10일 ~ 1997년 9월 21일)는 미국의 배우, 텔레비전 배우, 영화배우이다.
할리우드에서 태어났으며 도싯주에서 사망하였다. 사인은 암이다.

## 영화
- 허스 투 홀드 (1943년)
- 브로드웨이 (1942년)
- 프라이벗 벅카루 (1942년)